# Samuel Chase
Samuel Chase (17 de Abril de 1741 - 19 de Junho de 1811) foi Juiz Associado da Suprema Corte dos Estados Unidos e signatário da Declaração da Independência dos Estados Unidos como representante de Maryland. Foi destituído pela Câmara dos Representantes por permitir que suas tendências partidárias afetassem suas decisões judiciais, mas foi absolvido pelo Senado e permaneceu no cargo.
Nascido perto de Princess Anne, Maryland, Chase construiu um escritório de advocacia em Annapolis, Maryland. Exerceu na Assembleia Geral de Maryland por vários anos e preferiu a independência durante a Revolução Americana. Ganhou a eleição para o Congresso Continental antes de exercer no Tribunal Penal do Distrito de Baltimore e no Tribunal Geral de Maryland. Em 1796, o Presidente George Washington nomeou Chase para a Suprema Corte dos Estados Unidos.
Após as eleições de 1800, o Presidente Thomas Jefferson e os democratas-republicanos tentaram enfraquecer a influência Federalista nos tribunais federais. As ações de Chase no tribunal foram acusadas de demonstração de parcialidade e Jefferson acreditava que Chase deveria ser destituído do cargo, um processo que exigia uma votação no Senado e na Câmara dos Representantes. A Câmara destituiu Chase em oito artigos de impeachment, todos centrados no alegado viés político de Chase. O Senado votou pela absolvição de Chase em todas as acusações e Chase exerceu na Suprema Corte até sua morte em 1811. Alguns historiadores argumentaram que a absolvição de Chase estabeleceu um precedente importante em relação à independência do judiciário federal.

## Juventude e início de sua carreira
Samuel Chase era o único filho do Reverendo Thomas Chase (por volta de 1703 – 1779) e sua esposa, Matilda Walker (? - por volta de 1744), nascido perto de Princess Anne, Maryland.
Seu pai era um clérigo que emigrou para o Condado de Somerset para tornar-se padre em uma nova igreja. Samuel foi educado em casa. Tinha dezoito anos quando foi para Annapolis, onde estudou direito com o advogado John Hall. Foi aceito na Ordem em 1761 e iniciou sua carreira em Annapolis. Foi durante seu período como membro da Ordem que seus colegas lhe deram o apelido de "Velhote Cara de Toucinho".

## Família e vida pessoal

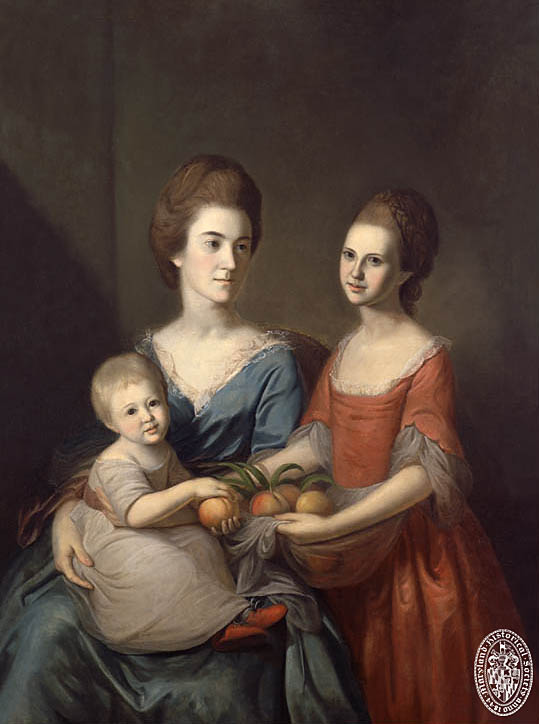
Anne Baldwin Chase e suas filhas Anne e Matilda Chase

Em Maio de 1762, Chase casou-se com Anne Baldwin, filha de Thomas e Agnes Baldwin. Samuel e Anne tiveram três filhos e quatro filhas, com apenas quatro sobrevivendo até a idade adulta. Anne morreu em 1776.
Em 1784, Chase viajou para a Inglaterra para lidar com as ações de Maryland no Banco da Inglaterra, onde conheceu Hannah Kilty, filha de Samuel Giles, um médico de Berkshire. Casaram-se mais tarde naquele ano e tiveram duas filhas, Hannah e Elisa.

## Carreira em Annapolis
Em 1762, Chase foi expulso do Forensic Club, uma sociedade de debates de Annapolis, por comportamento "extremamente irregular e indecente".
Em 1764, Chase foi eleito para a Assembleia Geral de Maryland, onde exerceu por 20 anos.
Em 1766, envolveu-se em uma guerra verbal com vários membros leais do establishment político de Maryland. Em uma carta aberta datada do dia 18 de Julho de 1766, Chase atacou Walter Dulany, George Steuart (1700-1784), John Brice (1705-1766) e outros por publicarem um artigo no Maryland Gazette Extraordinary no dia 19 de Junho de 1766, no qual Chase foi acusado de ser: "um revolucionário atarefado e imprudente, líder de turbas, boca suja e inflamado da discórdia, um perturbador comum da tranquilidade pública". Em sua resposta, Chase acusou Steuart e os outros de "vaidosos...orgulhosos e arrogantes", e de serem levados ao poder por "influência proprietária, favorecimento da corte e a riqueza e quantidade de influência e queridinhos que infestam esta cidade".
Em 1769, iniciou a construção da mansão que ficaria conhecida como Chase-Lloyd House, que vendeu inacabada em 1771. A casa é hoje um Marco Histórico Nacional.
Foi co-fundador da divisão dos Filhos da Liberdade do Condado de Anne Arundel com seu grande amigo William Paca, bem como liderou a oposição à Lei do Selo de 1765.

### Congresso Continental
De 1774 até 1776, Chase foi membro da Convenção de Annapolis. Representou Maryland no Congresso Continental, foi reeleito em 1776 e assinou a Declaração da Independência dos Estados Unidos.
Permaneceu no Congresso Continental até 1778. O envolvimento de Chase em uma tentativa de monopolizar o mercado de farinha, usando informações privilegiadas obtidas por meio de seu cargo no Congresso, resultou em seu não retorno ao Congresso Continental e prejudicando sua reputação.

## Carreira judicial
Em 1786, Chase mudou-se para Baltimore, que permaneceu como seu lar pelo resto de sua vida. Em 1788, foi nomeado Chefe de Justiça do Tribunal Penal do Distrito de Baltimore e exerceu até 1796. Em 1791, tornou-se Chefe de Justiça do Tribunal Geral de Maryland, exercendo novamente até 1796.
No dia 26 de Janeiro de 1796, o Presidente George Washington nomeou Chase como juiz associado da Suprema Corte dos Estados Unidos. Chase exerceu no tribunal até sua morte no dia 19 de Junho de 1811.

### Impeachment
O Presidente Thomas Jefferson, alarmado com a tomada do poder pelo judiciário por meio da reivindicação de controle judicial exclusiva, liderou os esforços de seu partido para remover os federalistas do cargo. Seus aliados no Congresso haviam, logo após sua posse, revogado a Lei do Judiciário de 1801, abolindo os tribunais de primeira instância criados pela legislação e demitindo seus juízes federalistas apesar das nomeações vitalícias; Chase, dois anos após a revogação em Maio de 1803, denunciou a acusação a um grande júri de Baltimore, dizendo que "tiraria toda a segurança de propriedade e liberdade pessoal, e nossa constituição Republicana afundaria em uma oclocracia". No início de Abril de 1800, Chase exercendo como juiz distrital, havia feito fortes ataques a Thomas Cooper, que havia sido indiciado sob as "Leis de Alienígena e Sedição"; Chase parecia mais um procurador do que um juiz. Ainda em 1800, quando um grande júri em New Castle, Delaware, recusou-se a indiciar uma editora local, Chase recusou-se a soltá-los, dizendo que conhecia um editor específico que desejava que indiciassem por comportamento sedicioso. Jefferson viu o ataque como indubitável péssimo comportamento e uma oportunidade de reduzir a influência Federalista no judiciário destituindo Chase, iniciando o processo pela Casa Branca quando escreveu ao Congressista Joseph Hopper Nicholson, de Maryland, perguntando: "O ataque oficial e sedicioso [por Chase] sobre os princípios de nossa Constituição . . . ficará impune?".
O Congressista da Virgínia, John Randolph de Roanoke, aceitou o desafio e encarregou-se do impeachment. A Câmara dos Representantes entregou a Chase oito artigos de impeachment no final de 1803, um dos quais envolvia a forma como Chase lidou com o julgamento de John Fries. Outros dois voltaram-se em sua conduta no julgamento por difamação política em James Callender. Um artigo abordou a conduta de Chase com o grande júri de New Castle, acusando-o de "derrubar a dignidade de um juiz e rebaixar-se ao nível de um informante ao recusar-se a dispensar o grande júri, embora suplicasse por vários do referido júri para que faça". Três artigos voltaram-se em erros processuais cometidos durante o julgamento de Chase de vários assuntos, e um oitavo foi direcionado a suas observações "excessivas e inflamadas ... peculiarmente indecentes e impróprias ... altamente injustificáveis ... altamente indecentes" enquanto "acusava" ou autorizava um grande júri de Baltimore. No dia 12 de Março de 1804, a Câmara votou em 73 a 32 pelo impeachment de Chase. O Senado dos Estados Unidos - controlado pelos Democratas-Republicanos - começou o julgamento de impeachment de Chase no dia 9 de Fevereiro de 1805, com o Vice-Presidente Aaron Burr presidindo e Randolph liderando a acusação.
Todas as acusações envolveram o trabalho de Chase como juiz em tribunais de primeira instância. (Naquela época, os juízes da Suprema Corte tinham o dever adicional de exercer como indivíduos em tribunais gerais, prática que foi encerrada no final do século 19). O cerne das acusações era que o preconceito político levou Chase a tratar os réus e seus advogados de uma maneira flagrantemente injusta. Os advogados de defesa de Chase chamaram a acusação de um esforço político de seus inimigos Republicanos. Em resposta aos artigos de impeachment, Chase argumentou que todas as suas ações foram motivadas pela adesão ao precedente, dever judicial de restringir defensores de declarações impróprias da lei e considerações de eficiência judicial.
O Senado votou para absolver Chase de todas as acusações no dia 1 de Março de 1805. Havia 34 senadores presentes (25 Republicanos e 9 Federalistas) e 23 votos eram necessários para alcançar a maioria de dois terços necessária para condenação/destituição do cargo. Dos oito votos, a votação mais próxima foi 18 para condenação/destituição do cargo e 16 para absolvição em relação à acusação do grande júri de Baltimore. É o único juiz da Suprema Corte dos EUA que sofreu impeachment. O Juiz Alexander Pope Humphrey registrou no Virginia Law Register um relato do julgamento de impeachment e absolvição de Chase.
O impeachment levantou questões constitucionais sobre a natureza do judiciário e foi o fim de uma série de esforços para definir a extensão apropriada da independência judicial de acordo com a Constituição. Estabeleceu os limites do poder de impeachment, fixou o conceito de que o judiciário estava proibido de envolver-se em política partidária, definiu o papel do juiz em um julgamento com júri penal e especificou a independência judicial. A construção foi amplamente atitudinal, pois modificou as normas políticas sem codificar novas doutrinas jurídicas.
A absolvição de Chase - por margens desiguais em vários aspectos - abriu um precedente não oficial que muitos historiadores dizem ter ajudado a garantir a independência do judiciário. Como observou o Chefe de Justiça William Rehnquist em seu livro Grand Inquests, alguns senadores recusaram-se a condenar Chase apesar de sua hostilidade partidária a ele, aparentemente porque duvidavam que a mera qualidade de seu julgamento fosse motivo para a remoção. Todos os impeachment de juízes federais desde Chase foram baseados em alegações de má conduta jurídica ou ética, não no desempenho judicial. Por outro lado, os juízes federais, desde então, geralmente têm sido muito mais cautelosos do que Chase ao tentar evitar a aparência de partidarismo político.

## Morte
Samuel Chase morreu de ataque cardíaco em 1811. Foi sepultado no que hoje é o Old Saint Paul's Cemetery de Baltimore.

## Legado e homenagens
- O navio SS Samuel Chase do tipo Classe Liberty da Segunda Guerra Mundial foi nomeado em sua homenagem.

## Leia mais
- Abraham, Henry J. (1992). Justices and Presidents: A Political History of Appointments to the Supreme Court 3rd ed. New York: Oxford University Press. ISBN 0-19-506557-3
- Cushman, Clare (2001). The Supreme Court Justices: Illustrated Biographies, 1789–1995 2nd ed. [S.l.]: (Supreme Court Historical Society, Congressional Quarterly Books). ISBN 1-56802-126-7
- Frank, John P. (1995).  Friedman, Leon; Israel, Fred L., eds. The Justices of the United States Supreme Court: Their Lives and Major Opinions. [S.l.]: Chelsea House Publishers. ISBN 0-7910-1377-4
- Hall, Kermit L., ed. (1992). The Oxford Companion to the Supreme Court of the United States. New York: Oxford University Press. ISBN 0-19-505835-6
- Haw, James; F. F. Beirne; R. S. Jett (1980). Stormy Patriot: the Life of Samuel Chase. Baltimore: Maryland Historical Society. ISBN 0-938420-00-3
- Martin, Fenton S.; Goehlert, Robert U. (1990). The U.S. Supreme Court: A Bibliography. Washington, D.C.: Congressional Quarterly Books. ISBN 0-87187-554-3
- Papenfuse, Edward C (1 de Julho de 1987). Biographical Dictionary of the Maryland Legislature. 2 Vol. Set. Baltimore: The Johns Hopkins University Press. ISBN 0-8018-3570-4
- Urofsky, Melvin I. (1994). The Supreme Court Justices: A Biographical Dictionary. New York: Garland Publishing. p. 590. ISBN 0-8153-1176-1